# Raffinage clandestin du pétrole
Le raffinage clandestin du pétrole est la transformation du pétrole en carburants dans des installations de fortune, illégale ou non déclarées.

## Contexte et principe
Le raffinage du pétrole consistait historiquement, dans sa version la plus simple, en une simple distillation du pétrole, à pression atmosphérique, permettant de séparer le pétrole en plusieurs produits : naphta, essence, kérosène, bitume... Si les raffineries sont devenues très complexes, avec l'ajout de nombreux procédés en aval de la distillation atmosphérique, celle-ci reste la première étape fondamentale du raffinage. 
Les raffineries clandestins sont extrêmement simples, n'utilisant que l'étape de distillation atmosphérique du pétrole, sans pré-traitement. Des alambics sont constitués d'élément assemblés artisanalement : le pétrole est porté à ébullition (souvent par un foyer à l'air libre) dans un fut en métal, et les vapeurs circulent dans un tuyau qui passe à travers des réservoirs d'eau pour réduire la température. Le carburant se condense et est récupéré à l’extrémité du tuyau.

## Nigeria
Au Nigeria, il existe une très importante économie parallèle du pétrole. Les raffineries clandestines installées dans le delta du Niger, probablement plusieurs milliers, sont alimentées par le vol du pétrole (généralement par branchements clandestin sur les oléoducs et écoulent leur production au marché noir. En 2013, il était estimé que le vol de pétrole au Nigeria représentait 300 000 barils par jour, soit près de 15% de la production. Environ un quart de la quantité de pétrole détournée reste dans le delta du Niger pour être raffinée de façon artisanale. 
Les autorités attaquent périodiquement certaines de ces raffineries pour les détruire. Ainsi, 13 ont été détruites par l'armée en avril 2017.  
Les carburants produit par les raffineries clandestines ont une qualité très inférieure aux normes, que ce soit par leur teneur en eau et en sédiment, leur indice de cétane et leur métallicité. En conséquence, leur utilisation représente un risque environnemental et sanitaire, et diminue aussi considérablement la durée de vie des moteurs. Néanmoins leur teneur en soufre peut se comparer favorablement à celui de carburants importés, car certains raffineurs expédient au Nigeria des carburants extrêmement pollués.
Bien qu'extrêmement dangereuse, l'activité des raffineries clandestine est souvent l'un des seuls moyens de substances pour les communautés locales, d'autant que la pollution due à l'activité pétrolière a détruit leur économie traditionnelle (agriculture et pêche).

## Autres pays
En 2011, une petite raffinerie clandestine, construite par un technicien cubain, a été démantelée au Belize.
En Syrie, la guerre civile ayant interrompu l'approvisionnement normal du carburant, des raffineries artisanales ont été créées dans les zones contrôlées par différents groupes armés, utilisant le pétrole extrait localement.